# Saint-Vincent-Sterlanges
Saint-Vincent-Sterlanges é uma comuna francesa na região administrativa da Pays de la Loire, no departamento de Vendéia. Estende-se por uma área de 4,46 km². Em 2010 a comuna tinha 785 habitantes (densidade: 176 hab./km²).